# Radamisto
Radamisto (en georgiano: რადამისტი) fue un rey vasallo de Armenia bajo protectorado romano, que reinó en dos periodos: de 51 a 53, y de 54 a 55.

## Biografía
Era hijo del Iberio Farasmanes el Grande. Su padre, ya anciano, temía que Radamisto usurpase su trono, así que le mandó a la corte de su hermano, Mitrídates I de Armenia. Radamisto fue a la corte de Mitrídates, donde fue recibido con los brazos abiertos. Mitrídates estaba casado con su sobrina, hija de Farasmanes y hermana de Radamisto, y tenían una hija Zenobia, con quien Radamisto contrajo matrimonio.
Más tarde, Radamisto se reconcilió con su padre y volvió a Iberia, donde Farasmanes inventó un pretexto para declarar la guerra a Mitrídates., enviando a Radamisto con un gran ejército, y obligando a Farasmanes a refugiarse en la fortaleza de Garni, que tenía una guarnición romana mandada por Caelius Pollio. Radamisto, convenció a su tío para que se entregara, y luego le asesinó, apoderándose de su trono.

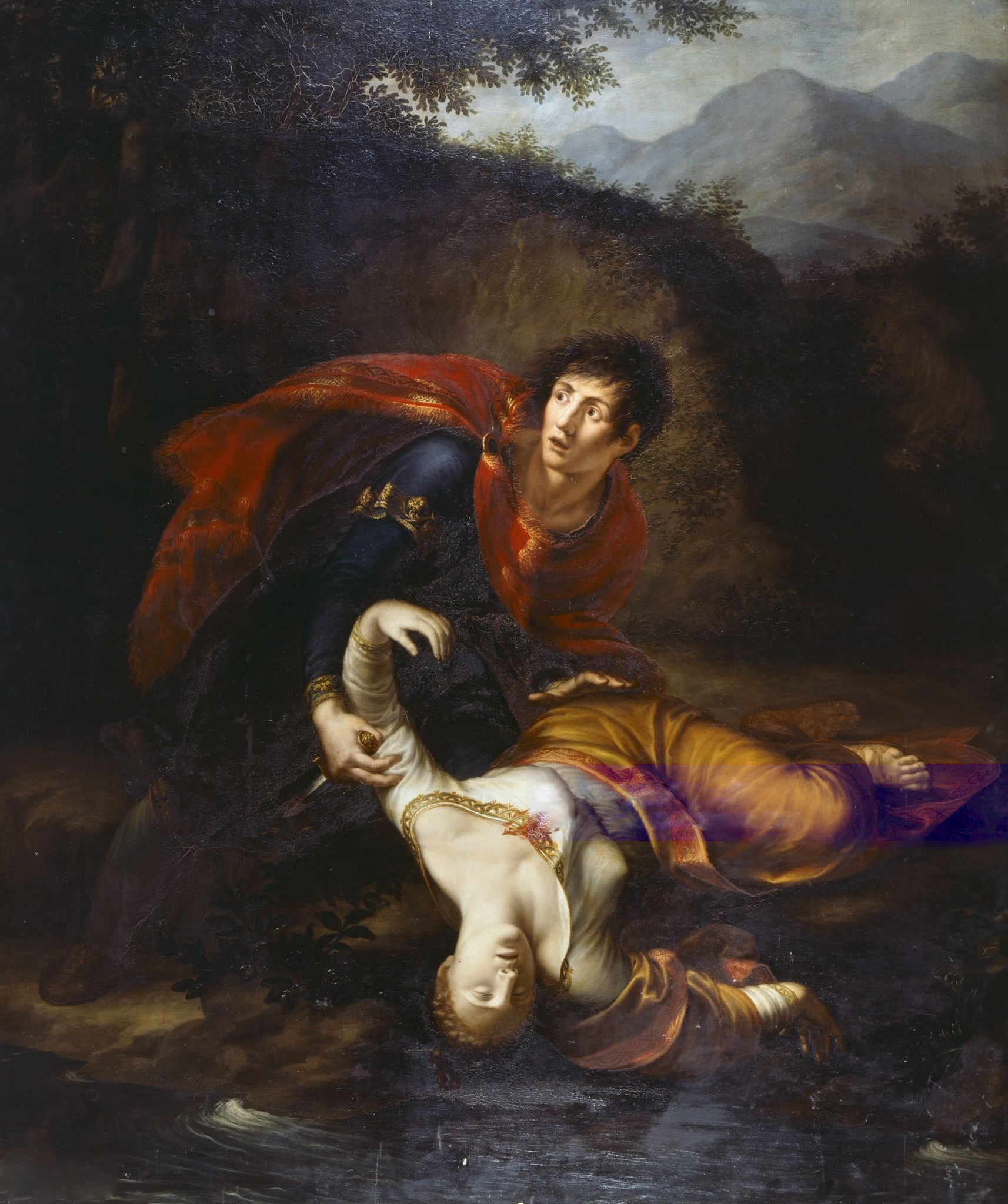
Radamisto abandonando el cuerpo de Zenobia en el río Arax.
Francesco Alberi

En el año 53, el rey de Partia, Vologases I instaló en Armenia a su hermano, Tiridates I, obligando a Radamisto a refugiarse con su padre, pero una terrible epidemia obligó a los partos a retirarse. Radamisto volvió y castigó duramente a los armenios por haberse rendido a los partos, hasta que una rebelión le expulsó definitivamente en 55. Durante la huida, su esposa Zenobia, que estaba embarazada, temerosa de caer en poder del enemigo, le pidió que la matara. Radamisto la apuñaló y la arrojó al río Aras. Sin embargo, Zenobia sobrevivió, y fue acogida en la corte de Tirídates.
Radamisto se refugió en la corte de Farasmanes, donde fue asesinado en 58.

## Radamisto en la cultura
Los acontecimientos de la vida de Radamisto y Zenobia han sido evocados por Tácito en los Anales. También han proporcionado el tema para la tragedia de Crébillon, Rhadamiste et Zénobie, de donde se sacó el libreto de la ópera de Haendel Radamisto creada en 1720.
En pintura, han sido reflejados, entre otros, por: Luigi Sabatelli (Radamisto uccide Zenobia) (1803); Jean-Joseph Taillason (Rhadamistes y Zenobia); Francesco Alberi (Radamisto en atto di spingere Zenobia ferita nel Fiume Arasse) por Francesco Alberi;  François-Nicolas Chifflart (Reina Zenobia arrojada al río Araxes) por François-Nicolas Chifflart; y Etienne Meslier (Rhadamiste poignarde sa femme Zénobie).